# 358 Dywizja Strzelecka (ZSRR)
358 Dywizja Strzelecka (ros. 358-я стрелковая дивизия) – związek taktyczny (dywizja) Armii Czerwonej.

## Historia i szlak bojowy
Sformowana we wrześniu 1941 w Bugurusłanie. Osiągnęła gotowość bojową w listopadzie, a w styczniu 1942 została włączona do 4 Armii Uderzeniowej. W czasie bitwy toropiecko-chołmskiej osłaniała natarcie 249 DS, a następnie odpierała uderzenie niemieckiej 81 DP. Utrzymywała front w Obwodzie smoleńskim, w lipcu 1942 wycofana na tył dla odpoczynku żołnierzy, wróciła na front we wrześniu.
Jesienią 1943 wzięła udział w ofensywie na Smoleńsk i dalej na zachód, wyzwalając Suraż.
Latem 1944 przerzucona do Karelii, wzięła udział w pokonaniu wojsk Finlandii.
Na początku 1945 nad Bałtykiem (w późniejszym obwodzie królewieckim) ubezpieczała działania 124 DS, 1 maja wycofana decyzją Stawki z frontu i przerzucana na Daleki Wschód jako część 39 Armii.
Wzięła udział w pokonianiu Japonii w sierpniu 1945. Rozwiązana na miejscu w Port Artur, prawdopodobnie w 1946 w czasie demobilizacji wojsk ZSRR.